# 圣保罗都市圈铁路公司
聖保羅都市圈鐵路公司（葡萄牙語：Companhia Paulista de Trens Metropolitanos）是一條由巴西聖保羅州政府下大都會交通局所擁有的通勤鐵路。公司於1992年由聖保羅 數條既有鐵路線組成。
在聖保羅鐵路網絡，CPTM有七條鐵路線，共有99個車站，總長度為258.4公里（160mi）。聖保羅都市圈鐵路為世界上最繁忙的鐵路公司之一，每天服務達到二百萬的乘客。

## 歷史
1860年起，聖保羅鐵路公司（7號線及10號線）、埃斯特拉達鐵路公司（8號線及9號線）、聖保羅 - 里約熱內盧铁路公司（11號線）以及埃斯特拉達中心鐵路公司（12號線）陆续在圣保罗都市圈内修建了共计6条通勤铁路线。1957年，这些鐵路線合併至RFFSA（Rede Ferroviária Federal, Sociedade Anônima）和FEPASA（Ferrovias Paulistas S.A.）两家公司运营。1992年，RFFSA及FEPSA的城市鐵路服務合併，並組成聖保羅都市圈鐵路。13号线为新修建的机场快线，连接技正古拉特和瓜魯柳斯國際機場。

## 運作
聖保羅都市圈鐵路在聖保羅運作七條路線，由數字及顏色來分辨，服務在每天早上4時開始。乘客可以使用在車站購買的磁性車票、智能卡在聖保羅都市圈鐵路中任何路線中繳費。

### 路線
| 路線   | 顏色   | 車站                          | 長度 / km        | 車站 | 每天載客量 |
| ------ | ------ | ----------------------------- | ---------------- | ---- | ---------- |
| 7號線  | 紅寶石 | 盧茲 ↔ 容迪亞伊               | 60.5（37.6英里） | 18   | 386.000    |
| 8號線  | 金刚石 | 普列斯特斯 ↔ 阿馬多爾布埃諾   | 41.7（25.9英里） | 22   | 414.000    |
| 9號線  | 祖母绿 | 奧薩斯庫 ↔ 格拉雅烏           | 31.8（19.8英里） | 18   | 266.000    |
| 10號線 | 綠松石 | 聖布拉什 ↔ 里奧格蘭德達塞拉   | 34.9（21.7英里） | 13   | 330.000    |
| 11號線 | 红珊瑚 | 盧茲 ↔ 巴西大學城             | 50.8（31.6英里） | 16   | 526.000    |
| 12號線 | 藍寶石 | 聖布拉什 ↔ 卡爾蒙維亞納       | 38.8（24.1英里） | 13   | 199.000    |
| 13號線 | 翡翠玉 | 技正古拉特 ↔ 瓜魯柳斯國際機場 | 11（6.8英里）    | 3    | 19,000     |

### 延伸计划[1][2]
| 路線                  | 車站                        | 長度 / km        | 車站 |
| --------------------- | --------------------------- | ---------------- | ---- |
| 9號線                 | 巴朗-迪格拉雅烏 ↔ 瓦爾任阿  | 4.36（2.71英里） | 3    |
| 10號線 - Expresso ABC | 盧茲 ↔ 毛阿                 | 25.2（15.7英里） | 6    |
| 13號線                | 盧茲 ↔ 巴拉芬达             | 35.9             | 11   |
| 13號線                | 瓜魯柳斯國際機場 ↔ 邦苏塞索 | 35.9             | 11   |

## 圖片庫

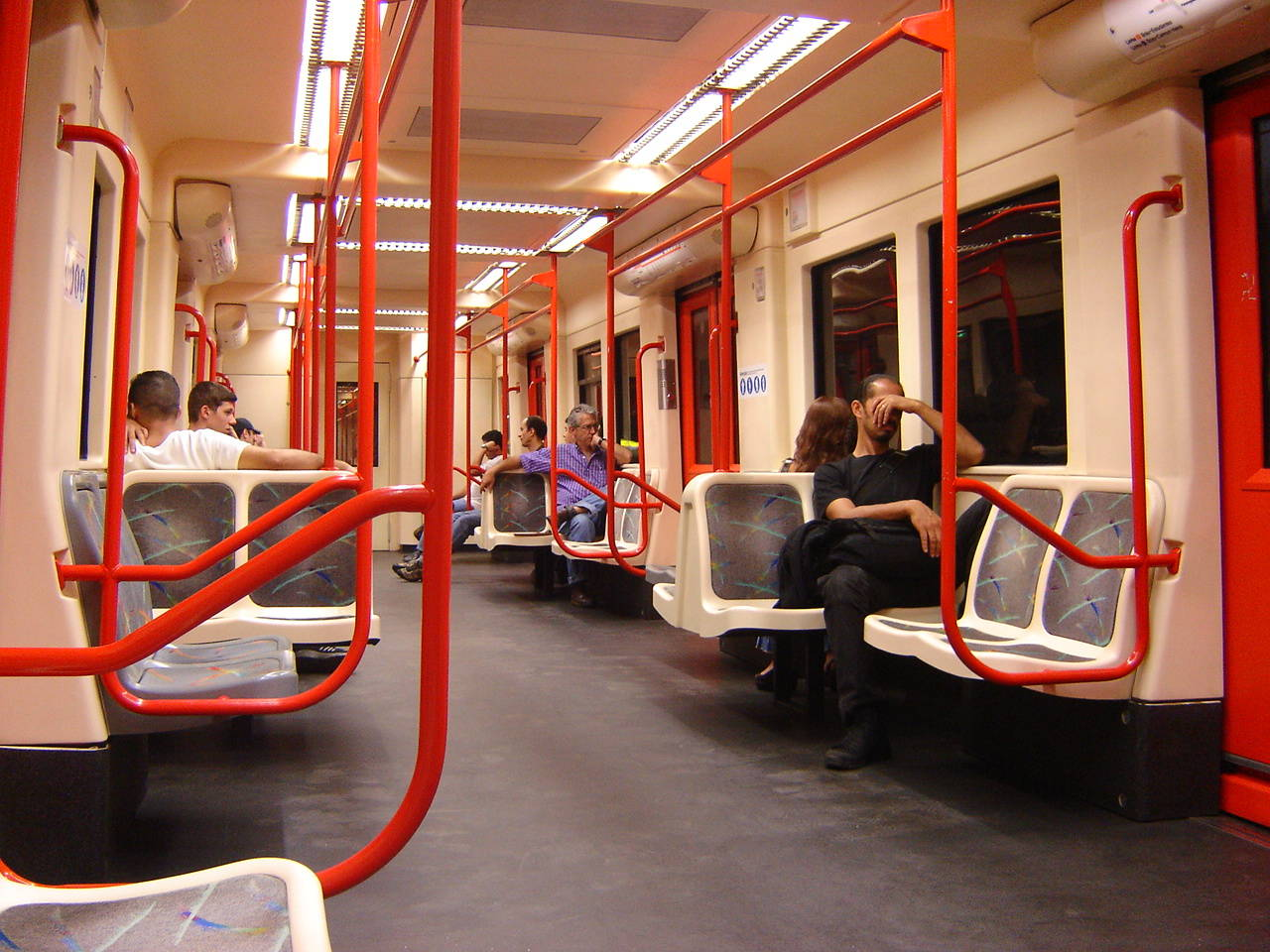
CPTM列車內部
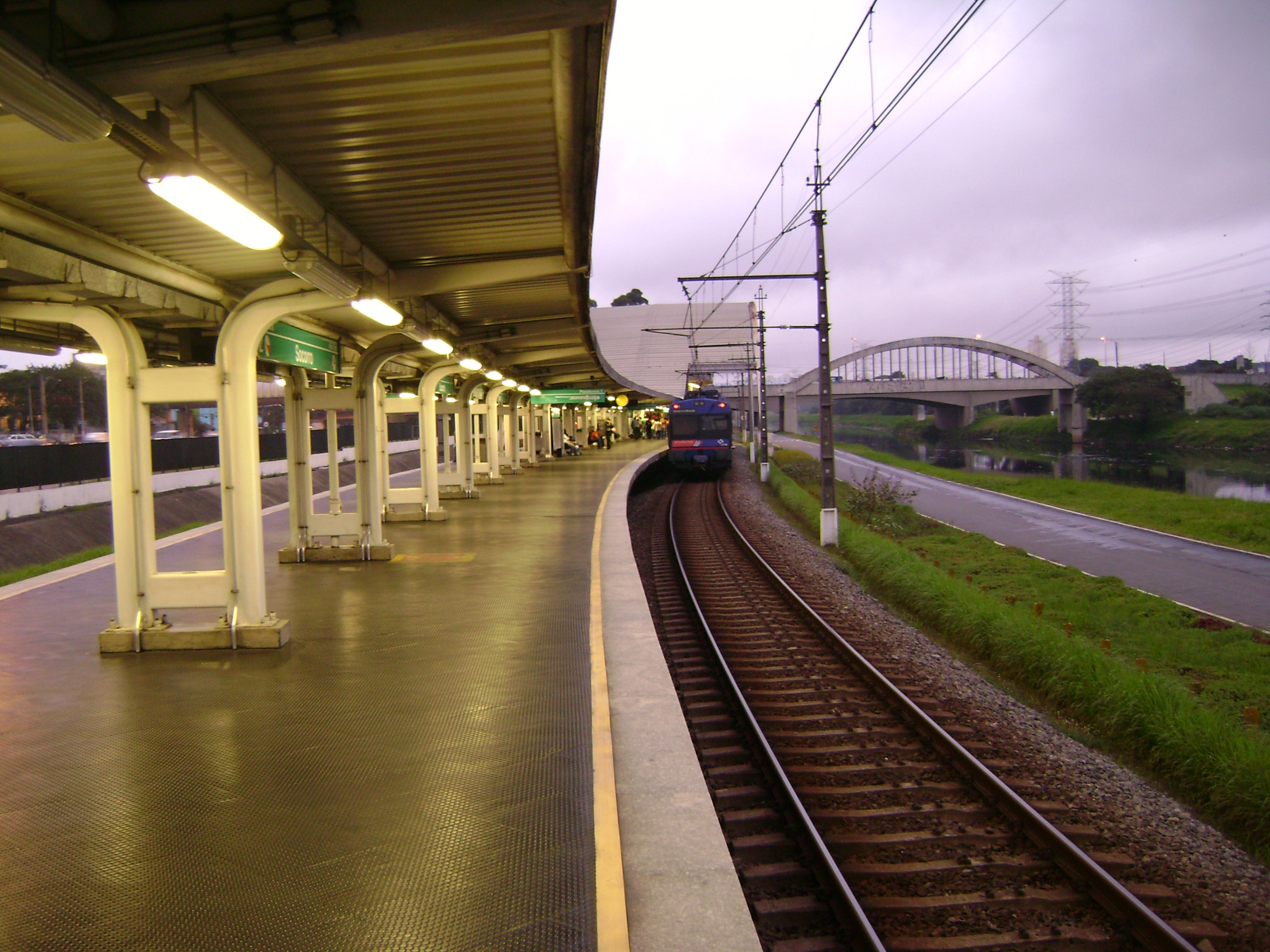
索科魯站
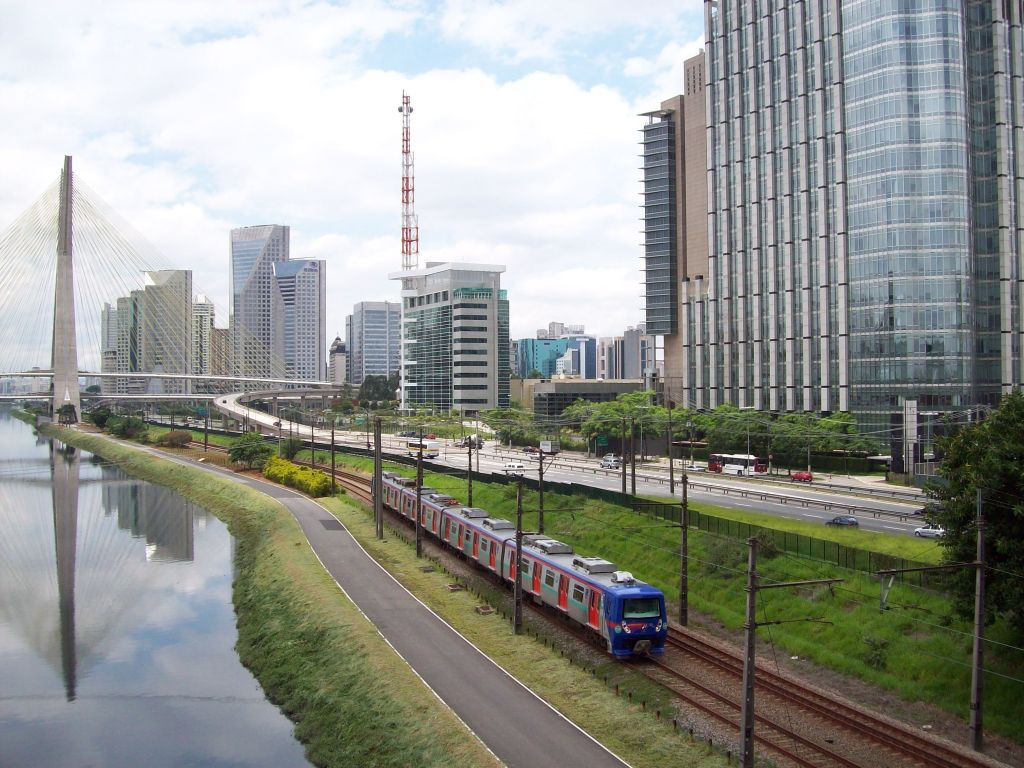
CPTM列車在布魯克林區站

## 外部連結
- （葡萄牙文） CPTM官方網站 （页面存档备份，存于）
- （葡萄牙文） 聖保羅州秘書處下大都會交通服務 （页面存档备份，存于）

1. ↑  Carlos, Jean. .   [2022-12-04]. （原始内容存档于2022-12-04）.
2. ↑  Meier, Ricardo. .   [2022-12-04]. （原始内容存档于2022-12-04）.